# NGC 3689
NGC 3689 es una galaxia espiral barrada (SBc) localizada en la dirección de la constelación de Leo. Posee una declinación de +25° 39' 41" y una ascensión recta de 11 horas, 28 minutos y 10,8 segundos.
La galaxia NGC 3689 fue descubierta en 6 de abril de 1785 por William Herschel.